# Kenning
Kenning, na literatura medieval da Escandinávia, é uma figura de linguagem poética em que perífrases são feitas através de composições (notadamente aglutinações). Na sua forma mais simples, compreende dois termos, um dos quais (a 'palavra-base') é relacionado com o segundo formando um significado que nenhum dos termos possui individualmente. Por exemplo, em inglês antigo o mar podia ser chamado seġl-rād 'caminho da vela', swan-rād 'caminho do cisne', bæþ-weġ 'caminho do banho' ou hwæl-weġ 'caminho da baleia'. Na linha 10 do épico Beowulf o mar é chamado hronrāde ou 'caminho da baleia'.
Esta palavra deriva da expressão norueguesa antiga kenna eitt við, "expressar uma coisa em termos de outra", e é bastante usual na língua norueguesa antiga, literatura anglo-saxónica e literatura celta. As kennings estão particularmente associadas com a prática da poesia aliterativa, onde tendem a tornar-se fórmulas fixas. Os escaldos (bardos das cortes viquingues) faziam um uso tão extensivo de kennings que estas vieram a ser vistas como elemento essencial do 'verso escáldico'.

## Exemplo
Para compreender as kennings era necessário um sólido conhecimento da mitologia, uma das razões por que Snorri Sturluson compôs a Edda em prosa como obra de referência para os aspirantes a poetas. Eis um exemplo da importância deste conhecimento, composta pelo escaldo norueguês Eivindo Finnson († 990), onde ele compara a ganância do rei Haroldo II da Dinamarca com a generosidade do seu antecessor Haakon, o Bom:
Bárum Ullr, of alla
ímunlauks, á hauka
fjöllum Fyrisvalla
fræ Hákonar ævi;
nú hefr fólkstríðir Fróða
fáglýjaðra þýja
meldr í móður holdi
mellu dolgs of folginn
Tradução em prosa: Ullr, a cebola de guerra! Levamos as sementes dos Campos do Firis nas montanhas dos falcões durante toda a vida de Haakon; agora o inimigo do povo escondeu a farinha das tristes servas de Frodo na carne da mãe do inimigo das gigantas.
- Cebola de guerra é uma kenning que significa "espada", e muitas vezes eram usados nomes de deuses como palavra-base em kennings para homens ou mulheres. Ullr, a cebola de guerra significa "guerreiro" e refere-se ao rei Haroldo.
- As sementes dos Campos do Firis significa "ouro" e refere-se à passagem da Saga de Hrólf Kraki em que os homens de Hrólf espalham o ouro roubado nos planaltos (vellir) a sul de Velha Upsália ao fugir do rei sueco Adelo, com o intento de fazer os homens do rei desmontar e recolher o ouro.
- As montanhas dos falcões baseia-se no hábito da realeza possuir falcões amestrados que carregavam sobre os braços – significa assim "braços".
- A farinha das tristes servas de Frodo significa "ouro", e para compreendermos este kenning devemos conhecer a Canção de Grótti e a lenda do rei danês Frodo (Fróði). Na Suécia, ele comprou as gigantas Fênia e Mênia e obrigou-as a rodar uma mó que produzia ouro como se fosse farinha. As duas gigantas eram tristes porque Frodo nunca as deixava descansar, e em vingança elas trouxeram a má sorte e a guerra, até que a mó se quebrou e o palácio de Frodo ardeu.
- A carne da mãe do inimigo das gigantas refere-se à Terra (Jord), pois ela era a mãe de Tor, o inimigo dos Jotuns.